# Гонтье, Адам
Адам Гонтье (англ. Adam Gontier) – канадский музыкант, наиболее известный как первый вокалист, ритм-гитарист и основной автор песен группы Three Days Grace, однако в 2013 году покинул коллектив. С 2015 года состоит в группе Saint Asonia. 3 октября  2024 г. официально вернулся как вокалист в «Three Days Grace».

## Молодость
Гонтье родился в Питерборо, провинция Онтарио, в Канаде 25 мая 1978 года. Детство провел в городе Маркхэм, Онтарио, где проживал вместе с матерью Патрицией и отцом Гордоном. В 1995 году семья переехала в область Норвуд, где Адам поступил в местную среднюю школу. Именно в Норвуде Гонтье познакомился со своим будущим коллегой Брэдом Уолстом.

## Groundswell и Three Days Grace
С 1992 по 1995 Гонтье был в составе школьной рок-группы Groundswell. В 1997 году, вместе с её двумя участниками (басистом Брэдом Уолстом и барабанщиком Нилом Сандерсоном), Гонтье решает продолжить музыкальную деятельность под новым названием – Three Days Grace. По словам Гонтье, в названии кроется ответ на вопрос «Что бы вы сделали, если бы у вас было 3 дня на то, чтобы изменить всё?».
C 1997 по 2003 год Гонтье полностью исполнял все вокальные и гитарные партии песен. После выпуска одноименного дебютного альбома в 2003 году к группе присоединился соло-гитарист Бэрри (Барри) Сток, чтобы Гонтье мог лучше сконцентрироваться на вокале и ритм-партиях.
В 2006 году группа выпустила второй альбом, получивший название «One-X». Альбом был хорошо принят критиками, принёс группе большую известность, а также существенно увеличил число слушателей. В 2009 году группа выпустила третий альбом – «Life Starts Now», который также оказался весьма успешным и упрочил позиции группы на современной альтернативной сцене.
В 2012 году группа выпустила четвёртый альбом – «Transit Of Venus». Незадолго до начала тура в его поддержку Гонтье принял решение покинуть Three Days Grace, первоначально сославшись на появившиеся «не угрожающие жизни проблемы со здоровьем». Однако позже причиной ухода он назвал творческие разногласия, а также неудовлетворённость альбомом 2012 года и нежелание играть песни из него. На место солиста в группу был приглашён брат басиста группы – Мэтт Уолст, также являющийся вокалистом My Darkest Days.
3 октября 2024 года, спустя 12 лет, Адам вернулся в группу, и Мэтт Уолст по-прежнему остаётся вокалистом.

## Saint Asonia
Через некоторое время после ухода из Three Days Grace Адам на своей странице в Facebook пообещал, что он не навсегда оставляет сцену и начнёт сольную деятельность. Цитата: «Скоро я сочиню новые песни и могу сказать честно: они – лучшее, что я когда-либо создавал. Я так хочу, чтобы вы их услышали! Я близок к тому, чтобы дать вам сделать это. Следите за моей новой музыкой. Она настоящая. Честная. Не фальшивка. От всей души. В которой, кстати, я храню всех вас. Спасибо вам большое за ту любовь, поддержку и доброту, которую вы оказываете мне всё это время! Адам.»
Спустя 2,5 года вышел первый сингл Saint Asonia «Better Place», а 29 июня 2015 состоялся релиз второго сингла под названием «Blow Me Wide Open». Дебютный концерт группы состоялся 16 мая 2015 года на фестивале Rock on the Range, где она выступила в качестве специального гостя. Вместе с первым синглом были исполнены такие песни, как «Fairy Tale», «Dying Slowly», «Let Me Live My Life», а также каверы на Three Days Grace «I Hate Everything About You» и Staind «Mudshovel». По предзаказам 26.07.2015 в Европе был доступен сингл «Fairy Tale», а 29.07.2015 стал доступен трек «Trying To Catch Up With The World». Альбом был выпущен 31 июля 2015 г., продюсером стали Johnny K и лейбл «RCA Records».

## Награды
Гонтье выиграл две IMT поп-награды, а также «Рок сингл года».
Майкл Белл вручил ему награду «Big Time», на «Wire Awards» 2012. Награда была выиграна собратом канадской иконы Ронни Хокинс, который, в свою очередь передал награду Гонтье.

## Личная жизнь
В мае 2004 года Адам женился на своей школьной подруге Наоми Брюэр. Вместе с любимой Гонтье записал несколько песен, включая такие композиции как «Try To Catch Up With The World» и «Lost Your Shot».
Двоюродный брат Адама, Кейл Гонтье, является басистом канадской группы Art of Dying.
В 2005 году певец прошёл реабилитацию в CAMH (Центр по проблемам наркомании и психического здоровья) в Торонто, где были написаны многие песни для One-X, в том числе «Never Too Late», которая была записана совместно с Наоми. В клипе на эту песню снялись оба брата Гонтье и супруга Адама. Кроме того, в CAMH Гонтье написал такие хиты как «Pain», «Animal I Have Become», «Over and Over» и «Gone Forever». После лечения ему удалось побороть наркотическую зависимость, а в 2007 году на экраны вышел документальный фильм о борьбе Адама Гонтье с наркозависимостью. В 2013 стало известно, что Адам и Наоми развелись. В 2014 Адам рассказал о его помолвке с Джини Мари, свадьба состоялась 7 марта 2015 года. Приблизительно в августе 2017 года у Адама родился сын Ашэр Уэйд Гонтье, а в апреле 2021 года появилась на свет дочь Адама и Джини — Эверетт Аделин Гонтье.

## Сольная карьера
К Адаму присоединился певец/композитор Мартин Секстон по дороге во время его тура «Fall Like Rain» в 2012 году, обеспечивая поддержку в качестве сольного исполнителя. Он также присоединился к Citizen Cope на нескольких шоу как сольный исполнитель.
Гонтье продолжал давать концерты в качестве сольного исполнителя. Несколько песен было выпущено, но не в качестве синглов, таких, как «It’s All in Your Hands», «Take Me With You», «Too Drunk to Drive», (написана с Casey Marshall), «Until the End», «No Regrets», «A Beast in Me (Over and Over It Turns on Me)», и «We Will Never Forget». До этого Гонтье выступал с сольными песнями «I Will Stay», «Try to Catch Up With the World» и «Lost Your Shot» в 2011 и 2012 годах.
В январе 2013 года в интервью Loudwire Гонтье заявил, что работает над сольным альбомом, и выразил надежду на его выпуск в ближайшем будущем (в конце 2013 — начале 2014 года).
В начале марта 2013 года Гонтье публично объявил о начале своего тура «Adam Gontier Solo Live Tour». Группа состоит из давних друзей детства Гонтье с Томасом RC Гарднером на бас-гитаре, Rich Beddoe на барабанах и перкуссии и дядей Гонтье, Томом Даффи, бывшим его наставником на протяжении всей жизни, на соло-гитаре.
Адам и его группа исполнили свой первый концерт 17 апреля 2013 в Оклахома-Сити в рамках «Ink Life Tour».
11 мая 2013 года Гонтье выпустил официальную акустическую версию и видео на песню «Give Me a Reason» из альбома «Transit Of Venus», которая якобы будет его последней сольной работой в должности вокалиста Three Days Grace. В 2014 Адам подписал контракт со «Sludge Factory Records».
В мае 2015 стало известно, что Адам Гонтье собрал новую группу под названием Saint Asonia (www.saintasonia.com), в которую, помимо самого Адама, вошли: Рич Беддо (Rich Beddoe) из Finger Eleven, Кори Лавери (Лауэри) (Corey Lowery) из Eye Empire и Майк Мушок (Мьюшок) (Mike Mushok) из Staind. 15 мая состоялся релиз дебютного сингла под названием «Better Place». 16 мая Saint Asonia выступила на фестивале «Rock On The Range» как специальный гость.
Первый альбом группы вышел 31 июля 2015 года, вместе с клипом на сингл «Better place».

### Дискография
- 1995: Wave of Popular Feeling (под именем Groundswell)
- 2003: Three Days Grace
- 2006: One-X
- 2009: Life Starts Now
- 2012: Transit of Venus

с Saint Asonia
- 2015: Saint Asonia
- 2019: Flawed Design
- 2022: Introvert
- 2022: Extrovert